# Betote (Lugo)
Betote(llamada oficialmente San Vicenzo de Betote) es una parroquia española del municipio de Sarria, en la provincia de Lugo, Galicia.

## Otras denominaciones
La parroquia también es conocida por el nombre de San Vicente de Betote.

## Organización territorial
La parroquia está formada por cinco entidades de población, constando dos de ellas en el nomenclátor del Instituto Nacional de Estadística español:
- Barrio (O Barrio)
- Betote de Abaixo
- Betote de Riba (Betote de Arriba)
- Castro (O Castro)
- Rego (O Rego)

## Demografía
| Gráfica de evolución demográfica de Betote entre 2000 y 2021 |
|                                                              |
| Datos según el nomenclátor publicado por el INE.             |